# 수단 파운드
수단 파운드(아랍어: جنيه سوداني)는 수단의 통화이다. 수단 동전 위에는 단위가 아랍어로 나타나 있지만, 지폐에는 아랍어와 영어가 둘 다 적혀 있다.

## 역사

### 첫 번째 파운드 (SDP)
수단에 유통되던 첫 파운드는 이집트 파운드였다. 무함마드 아마드(mahdi 마디[*] (이슬람교에서 구세주라는 뜻)와 압둘라히 이븐 무함마드 (Abdallahi ibn Muhammad) (칼리파) 둘 다 이집트 통화와 더불어 발행했던 동전을 발행했다. 이집트 파운드는 1956년에 수단 자체의 파운드로 대체되기 전까지 유통되었다.
첫 번째 파운드는 100 키르시 (qirush)로 나뉘었다 (아랍어: قروش, 단수 qirsh, قرش, 영어: piastre). 마디 (Mahdi), 칼리파 (Khalifa)의 통치 속에서 키르시는 40 파라 (para)로 나뉘었다. 1916년부터 이집트 키르시는 10 밀림 (millim)으로 나뉘었다. (ملّيمات, 단수: ملّيم) 또 이 키르시는 1956년에 수단에 채택되었다.
1992년에 디나르 (SDD) (1 디나르 = 10 파운드 비율)로 대체되었다. 디나르가 북수단에서 유통된 반면, 남수단에서 가격은 여전히 파운드가 사용되었고 룸베크와 예이에서는 호텔/숙박, 배달 분야에서 케냐 실링이 쓰였다.

### 두 번째 파운드 (SDG)
수단 공화국 정부와 수단 국민 자유 운동 단체 사이의 포괄적인 평화 협정(Comprehensive Peace Agreement)에 따르면 수단의 중앙은행은 잠정적으로라도 빠른 시일 안에 새로운 화폐를 발행하는 프로그램을 채택하려고 하고 있다. 새로운 화폐의 디자인은 수단의 문화적 다양성을 반영할 예정이다. 중앙은행의 권장 사항으로 새로운 화폐가 정당에서 승인이 되기 전까지 남수단에서 유통되는 통화는 인정된다. 두 번째 파운드는 2007년 1월 9일, 10일에 도입이 시작되었으며 2007년 6월 1일에 유일한 법화가 되었다. 이것은 1 파운드 = 100 디나르의 비율로 디나르를 대체하였다.

## 동전

### 마디 (Mahdi), 칼리파 (Khalifa)의 발행
마디 (Mahdi)는 은화 10, 20 키르시와 금화 100 키르시를 발행하였다. 이는 10 파라 (para), 1, 2, 2½, 4, 5, 10 20 키르시 종류의 칼리파 (Khalifa)의 발행을 따른 것들이었다. 이러한 동전들은 처음에 1885년에 은으로 주조되었다. 그 뒤 11년에 걸쳐 합금으로 이어지는 심각한 화폐 품질 저하가 일어나면서 구리 동전이 발행되었다. 이 동전들은 1897년에 주조가 중단되었다.

### 첫 번째 파운드
1956년, 동전은 1, 2, 5, 10 밀림 (millim), 2, 5, 10 키르시 (qirush)의 종류로 도입되었다. 밀림 동전은 청동으로 주조되었고, 키르시 동전은 백동으로 주조되었다. 비록 원형 5 밀림 동전이 1971년에 도입되었으나 2, 5, 10 밀림 동전은 가리비 모양이었다. 1, 2 밀림 동전은 1969년에 마지막으로 주조되었다. 1983년, 황동 1, 2, 5, 10, 20 키르시 동전이 도입된 것과 함께 5 밀림 동전이 마지막으로 주조되었다.
1987년 동전은 알루미늄 청동 1, 5, 10, 20, 25, 50 키르시, 1파운드의 종류로 도입되었는데, 25 키르시 동전은 4각형, 50 키르시 동전은 10각형 모양이었다. 1989년, 스테인리스 강철 25, 50 키르시, 1 파운드 동전이 발행되었다.

### 두 번째 파운드
1, 5, 10, 20, 50 키르시로 이루어져 있는 동전이 유통되고 있던 디나르 동전과 함께 도입되었다. 수단의 중앙은행은 1, 5 키르시 동전이 노란색이고 10 키르시는 은색이라고 언급하였다. 20, 50 키르시 동전은 바이메탈 동전이다. 다시 말해, 20 키르시는 노란 바탕에 가운데 은색을 에워싸고 있고 50 키르시 동전은 그 반대이다.

## 지폐

### 첫 번째 파운드
1956년, 수단 통화 위원회(Sudan Currency Board)는 25, 50 키르시, 1, 5, 10 파운드의 종류로 지폐를 도입했다. 지폐 생산은 1961년에 수단 은행(Bank of Sudan)이 인수 받았다. 20 파운드 지폐는 1981년에 도입되었고 이어 50 파운드는 1984년, 100 파운드는 1988년에 도입되었다.

#### 문제가 되는 새 지폐들
남수단에 군대가 "Bank of New Sudan"이라는 이름으로 파운드 지폐를 인쇄하고 있었으나 그런 은행은 없다고 2005년에 내셔널 퍼블릭 라디오 (National Public Radio)에서 보고했다. 게다가, 많은 지폐들은 일련번호가 겹쳤었다. 그들의 적법성은 의문이다.

### 두 번째 파운드
1, 2, 5, 10, 20, 50 파운드의 지폐가 발행되었다. 2007년 4월을 기준으로 지폐는 1, 10, 50 파운드 종류로만 발행되고 있다.

## 같이 보기
- 수단의 경제